# Hải đăng

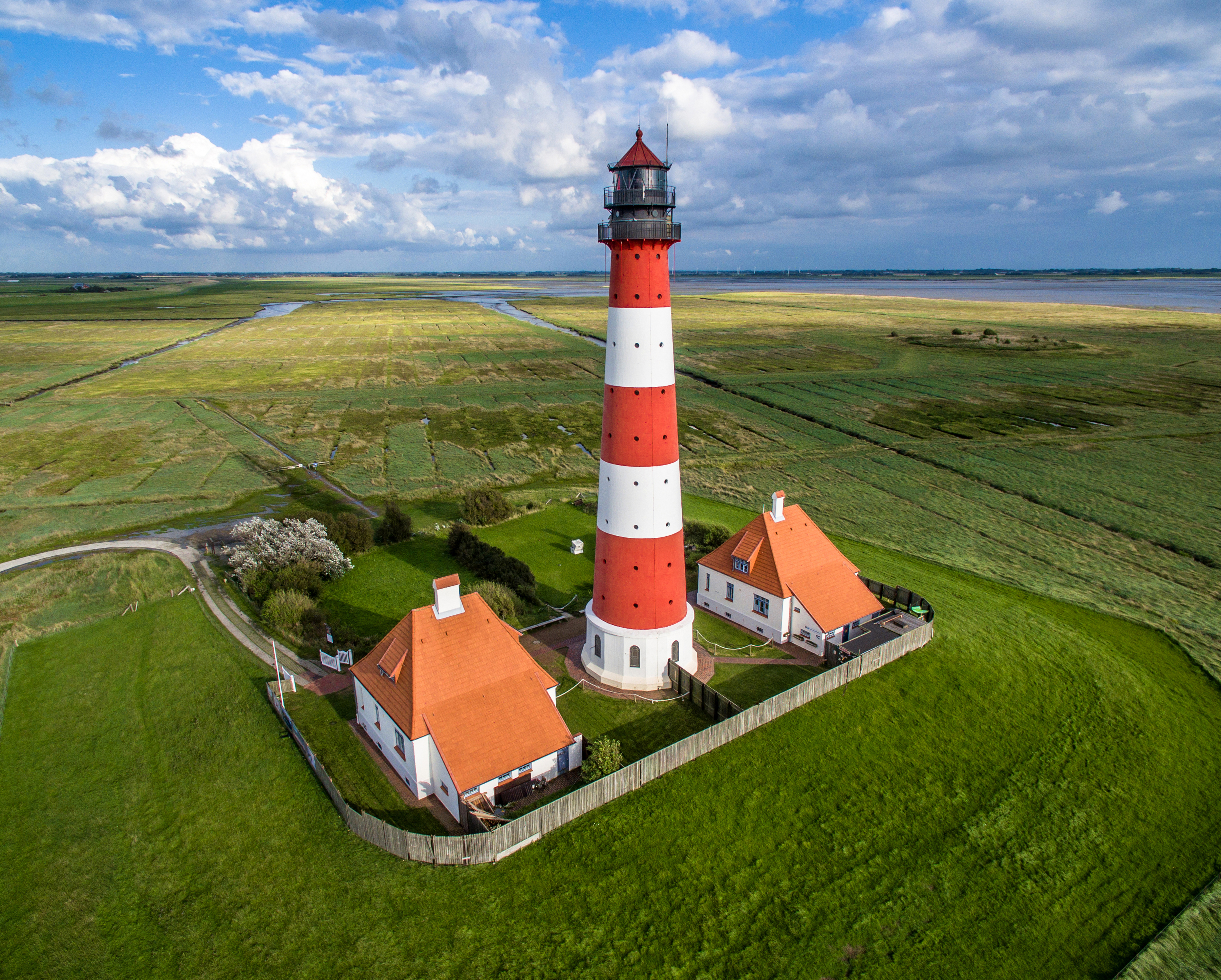
Hải đăng ở Westerheversand, Đức

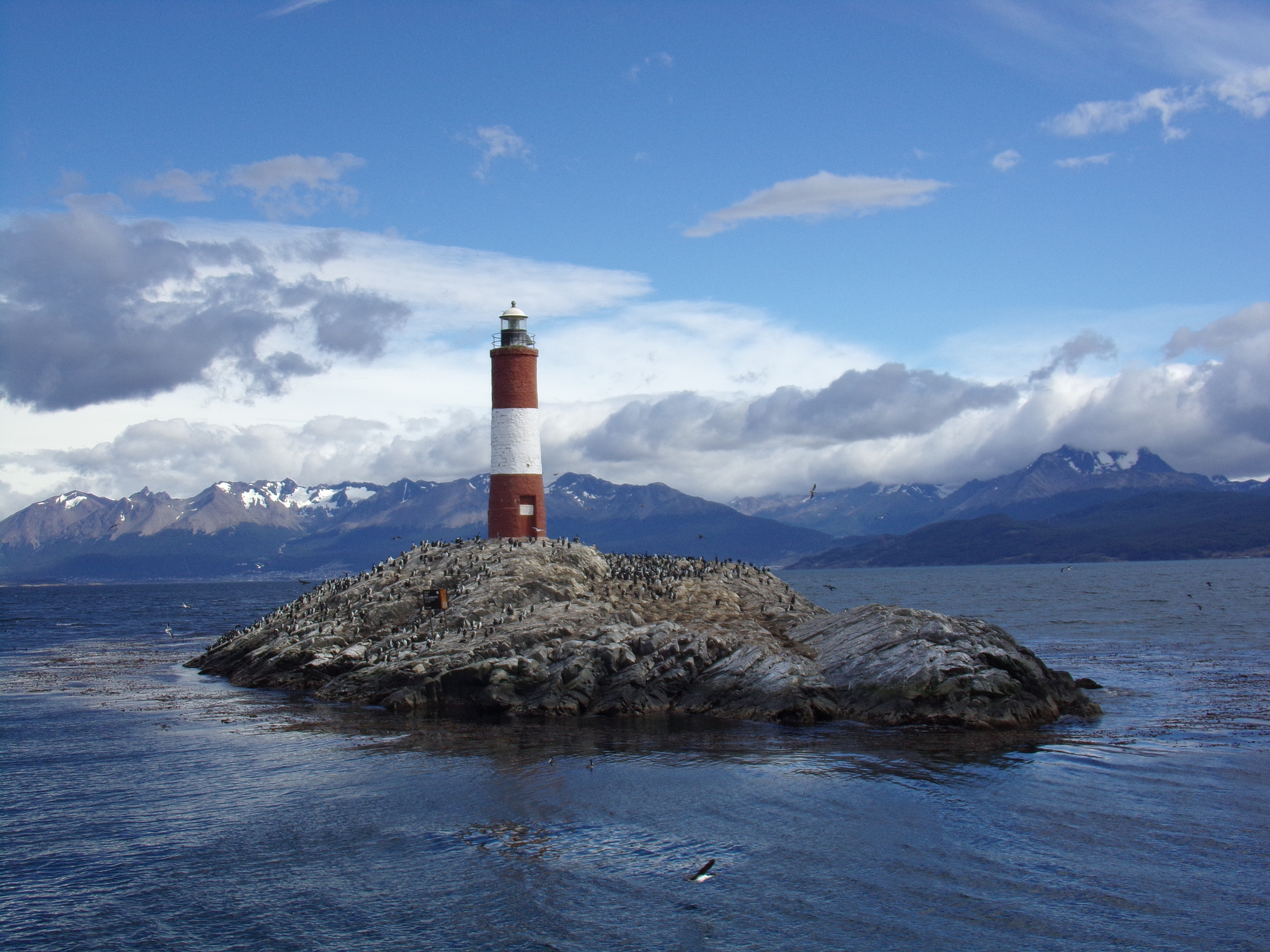
Ngọn hải đăng ở nơi tận cùng thế giới ở Ushuaia, Argentina

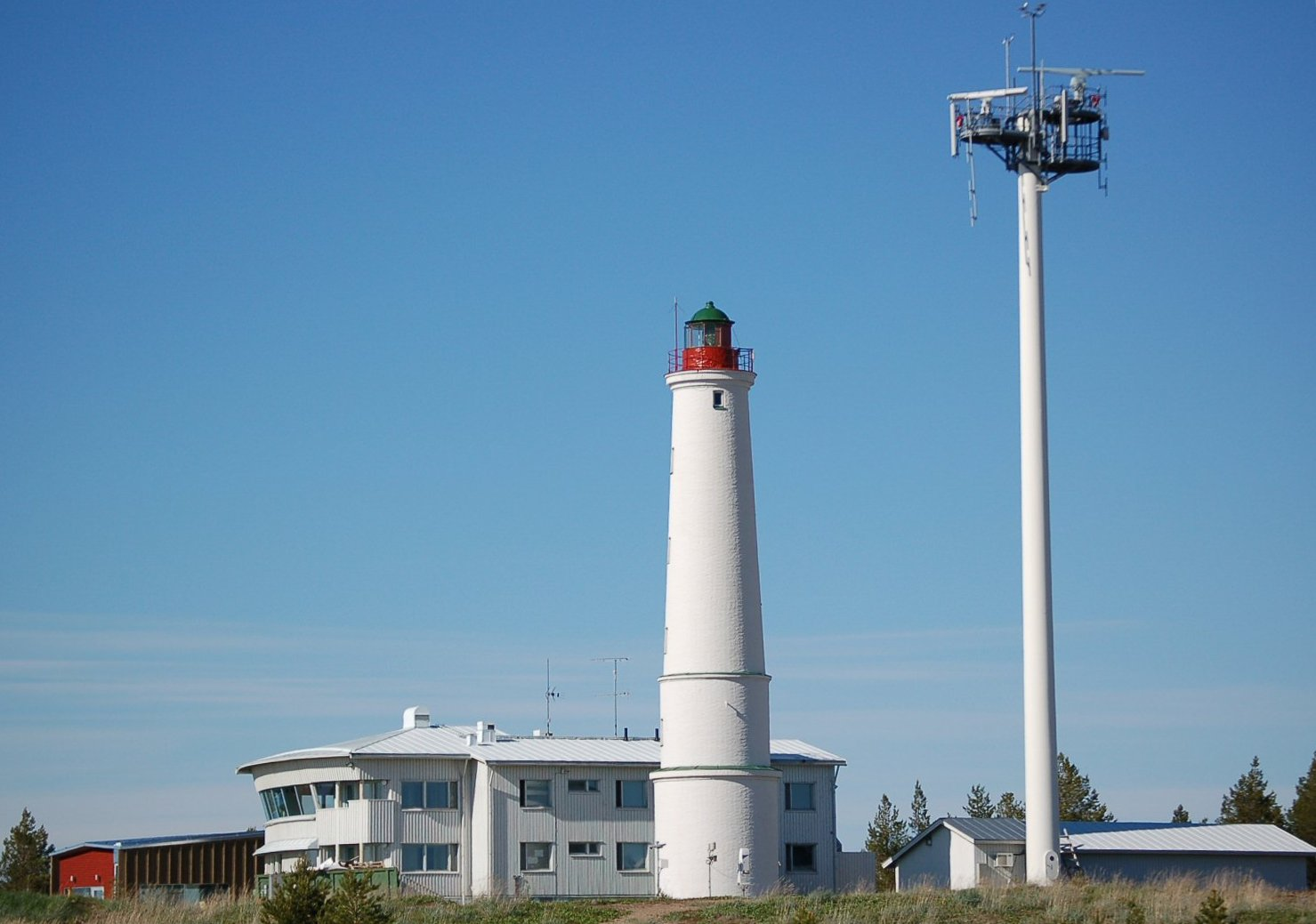
Hải đăng ở Hailuoto, Phần Lan

Hải đăng là một ngọn tháp (nhà hoặc khung) được thiết kế để chiếu sáng từ một hệ thống đèn và thấu kính, hoặc thời xưa là chiếu sáng bằng lửa, với mục đích hỗ trợ cho các hoa tiêu trên biển định hướng và tìm đường. Hải đăng được dùng để đánh dấu các đường bờ biển hay bãi cạn nguy hiểm, các lối an toàn vào cảng. Hải đăng còn có thể hỗ trợ việc định hướng của các máy bay. Ngọn hải đăng nổi tiếng nhất là Hải đăng Alexandria nằm ở thành phố Alexandria của Ai Cập, bên bờ Địa trung hải, một trong bảy kỳ quan của thế giới cổ đại. Từng được sử dụng rộng rãi, nhưng hiện nay số hải đăng đã giảm đi do đã được thay thế bởi các công cụ dẫn đường điện tử hiện đại, chẳng hạn GPS.